# Silene stenophylla
Silene stenophylla là một loài hoa được tìm thấy ở Siberia và được các nhà khảo sát thực vật học tìm thấy những hạt giống này đang nằm ngủ đông trong một cái hang sóc khu vực Nam Siberia cách đây hơn 30.000 năm. Hiện nay loài hoa này vẫn còn được trồng trên mảnh đất Siberia, thu hút rất nhiều nhà sinh vật học và du khách các nước.
Trong công trình nghiên cứu vừa công bố ngày 21/02, trên tạp chí của Viện Hàn lâm Khoa học Mỹ, hai nhà nghiên cứu Nga, Svetlana Yashina và David Gilichinsky, thuộc Viện Hàn lâm Khoa học Nga, khẳng định đây là những hạt cây được hồi sinh có thời gian bị chôn vùi trong lòng đất lâu nhất từ trước đến nay. Kết quả này đánh dấu một bước tiến quan trọng trong việc nghiên cứu chất liệu sinh học cổ đại và tạo hy vọng phục hồi được những chủng loại thực vật đã bị biến mất.Sở dĩ các hạt cây có thể sống lại được là vì chúng bị vùi lấp rất nhanh bởi một lớp đất đóng băng cực kỳ lạnh và lớp băng giá này không bao giờ bị tan chảy.
Trong phòng thí nghiệm tại Matxcơva, ban đầu, hai nhà khoa học Nga thử hồi sinh cây hoa bằng cách gieo trồng các hạt trong điều kiện bình thường, nhưng không thành. Sau đó, họ dùng mô giá noãn của cây và đã trồng thành công cây hoa trong các chậu, trong điều kiện kiểm soát nhiệt độ và ánh sáng.
Trước đây, các thí nghiệm làm hồi sinh một số loại cây cổ đại không được cộng đồng các nhà khoa học công nhận. Lần này, hai chuyên gia Nga khẳng định về niên đại các hạt Silene stenophylla được tìm thấy ở Siberi và cho biết qua phương pháp đồng vị các-bon, họ xác định được các hạt này có độ tuổi từ 30.000 đến 32.000 năm.Một nhà khoa học khác trong cùng nhóm nghiên cứu cho AP biết là khi đào bới các hang sóc, họ còn tìm thấy xương của các động vật khổng lồ thời cổ đại như voi ma-mút, tê giác lông mịn, bò rừng, ngựa và hươu.
Nhiều công trình nghiên cứu cho thấy là mô vẫn có thể hồi sinh sau hàng chục nghìn năm được giữ trong lớp băng đá, điều này có thể mở đường cho việc phục hồi sự sống đối với một số loài động vật thuộc các vùng giá lạnh.
Loài hoa này cũng không có gì đặc biệt ngoài việc là hạt giống của nó vẫn có thể tiếp tục đâm chồi, nảy mầm thành 1 cây con bình thường sau 1 quá trình đóng băng -7 °C. 
Và đây là loài thực vật có khả năng có mức sống cao tuổi nhất từ trước đến nay.